# Masaya Yūma
Masaya Yūma (japanisch 遊馬 将也 Yūma Masaya; * 4. Juni 1993 in Saitama, Präfektur Saitama) ist ein ehemaliger japanischer Fußballspieler.

## Karriere
Masaya Yūma erlernte das Fußballspielen in der Jugendmannschaft von Urawa Oyaguchi, in der Schulmannschaft der Bunan High School sowie in der Universitätsmannschaft der Tōyō-Universität. Seinen ersten Vertrag unterschrieb er 2016 bei Blaublitz Akita. Der Verein aus Akita spielte in der dritthöchsten Liga des Landes, der J3 League. 2017 feierte er mit Akita die Meisterschaft der dritten Liga. Für den Verein absolvierte er 59 Ligaspiele. 2019 wechselte er zum Nara Club. Mit dem Verein aus Nara spielte er in der 25-mal in der vierten Liga. Matsue City FC, ein Verein aus Matsue, der ebenfalls in der vierten Liga spielte, nahm ihn im Januar 2021 unter Vertrag. Hier absolvierte er in zwei Spielzeiten 51 Viertligaspiele. Zu Beginn der Saison 2023 unterschrieb er einen Vertrag beim Drittligisten Gainare Tottori. In seiner letzten Saison bestritt er zwölf Drittligaspiele. Im Januar 2024 beendete er seine Karriere als Fußballspieler.

## Erfolge
Blaublitz Akita
- Japanischer Drittligameister: 2017